# Mimosa rokatavensis
Mimosa rokatavensis är en ärtväxtart som beskrevs av Villiers. Mimosa rokatavensis ingår i släktet mimosor, och familjen ärtväxter. Inga underarter finns listade i Catalogue of Life.